# Calicina topanga
Calicina topanga is een hooiwagen uit de familie Phalangodidae. De wetenschappelijke naam van Calicina topanga gaat terug op Briggs.